# Еммен (Люцерн)
Еммен (нім. Emmen LU) — місто  в Швейцарії в кантоні Люцерн, виборчий округ Гохдорф.

## Географія
Місто розташоване на відстані близько 70 км на схід від Берна, 3 км на північ від Люцерна.
Еммен має площу 20,4 км², з яких на 38,1% дозволяється будівництво (житлове та будівництво доріг), 42,1% використовуються в сільськогосподарських цілях, 17,6% зайнято лісами, 2,2% не є продуктивними (річки, льодовики або гори).

## Демографія
2019 року в місті мешкало 31 043 особи (+10,7% порівняно з 2010 роком), іноземців було 35,6%. Густота населення становила 1524 осіб/км².
За віковим діапазоном населення розподілялося таким чином: 20,1% — особи молодші 20 років, 62,6% — особи у віці 20—64 років, 17,3% — особи у віці 65 років та старші. Було 13700 помешкань (у середньому 2,2 особи в помешканні).
Із загальної кількості 17 083 працюючих 110 було зайнятих в первинному секторі, 6038 — в обробній промисловості, 10 935 — в галузі послуг.